# Al-Bir al-Hilw
Al-Bir al-Hilw (arab. ‏بئر الحلوة‎, dialekt hassanija: بير لحلو; fr. Bir Lehlou; hiszp. Bir Lehlú) – miasto w Saharze Zachodniej, na obszarze kontrolowanym przez ruch Polisario. Rząd Saharyjskiej Arabskiej Republiki Demokratycznej, urzędujący na uchodźstwie w Tinduf w Algierii, uznaje miasto za tymczasową stolicę (główne miasto Sahary Zachodniej Al-Ujun znajduje się pod kontrolą marokańską). Działa tu także rozgłośnia Radio Nacional de la Republica Árabe Saharaui Democrática, nadająca programy w hassanija – miejscowym dialekcie języka arabskiego, a także po francusku i hiszpańsku.